# Armenia en los Juegos Olímpicos de la Juventud 2018
Armenia compitió en los Juegos Olímpicos de la Juventud 2018 en Buenos Aires, Argentina, celebrados entre el 6 y el 18 de octubre de 2018. Obtuvo una medalla de oro y una de bronce en los juegos.

## Medallero
| Medalla       | Oro | Plata | Bronce | Total |
| ------------- | --- | ----- | ------ | ----- |
| Total oficial | 1   | 0     | 1      | 2     |

## Disciplinas

### Gimnasia rítmica
Armenia clasificó a una gimnasta rítmica en función de su desempeño en el evento de calificación europeo.
- Individual femenino - 1 plaza

### Tiro deportivo
Armenia clasificó a un tirador deportivo en función de su rendimiento en el Campeonato Europeo de 2018.
- 10 m Rifle masculino - 1 plaza

### Levantamiento de pesas
Armenia clasificó a un atleta con base en su desempeño en el Campeonato Mundial Juvenil 2017.
- Eventos masculinos - 1 plaza